# Katrin Thoma
Katrin Thoma (* 7. August 1990) ist eine deutsche Leichtgewichts-Ruderin.
Katrin Thoma von der Frankfurter Rudergesellschaft Germania 1869 gewann bei den U23-Weltmeisterschaften 2011 die Bronzemedaille mit dem Leichtgewichts-Doppelvierer. 2012 trat sie bei den U23-Weltmeisterschaften im Leichtgewichts-Einer an, erreichte aber lediglich den elften Platz. Bei der Sommer-Universiade 2013 gewann Thoma zusammen mit der Hannoveranerin Nora Wessel die Silbermedaille im Leichtgewichts-Doppelzweier.
Bei den Weltmeisterschaften 2014 in der Erwachsenenklasse ruderte Katrin Thoma zusammen mit Judith Anlauf, Wiebke Hein und Leonie Pieper auf den dritten Platz im Leichtgewichts-Doppelvierer. 2015 starteten die erfahrenen Anja Noske und Lena Müller gemeinsam mit Katrin Thoma und Leonie Pieper im Leichtgewichts-Doppelvierer, das Boot gewann den Titel bei den Weltmeisterschaften auf dem Lac d’Aiguebelette. Zu den Weltmeisterschaften 2016 kehrte Judith Anlauf zurück zu Pieper und Thoma in den Vierer, der mit Lena Reuss komplettiert die Silbermedaille hinter der britischen Auswahl gewann.